# 콜먼 스콧
콜먼 스콧(영어: Coleman Scott, 1986년 4월 19일~)은 미국의 레슬링 선수로 2012년 하계 올림픽 남자 자유형 페더급에서 동메달을 획득했다.